# Männlichen
Männlichen je horský vrchol o nadmořské výšce 2 343 metrů v kantonu Bern ve Švýcarsku.
Vrchol Männlichenu je dostupný od západu z Wengen kabinkovou lanovkou na dráze Luftseilbahn Wengen-Männlichen (LWM), nebo od východu z Grindelwaldu gondolovou lanovkou Gondelbahn Grindelwald-Männlichen (GM).
Z konečné lanovky je vrchol dostupný za 15 minut pěší chůze. Z vrcholu je výhled na údolí Lauterbrunnen a horské dominanty oblasti Eiger, Mönch a Jungfrau. Na Männlichen je taktéž možno vystoupat pěšky z průsmyku Kleine Scheidegg.
Místo je oblíbené letními i zimními turisty a lyžaři.

## Galerie

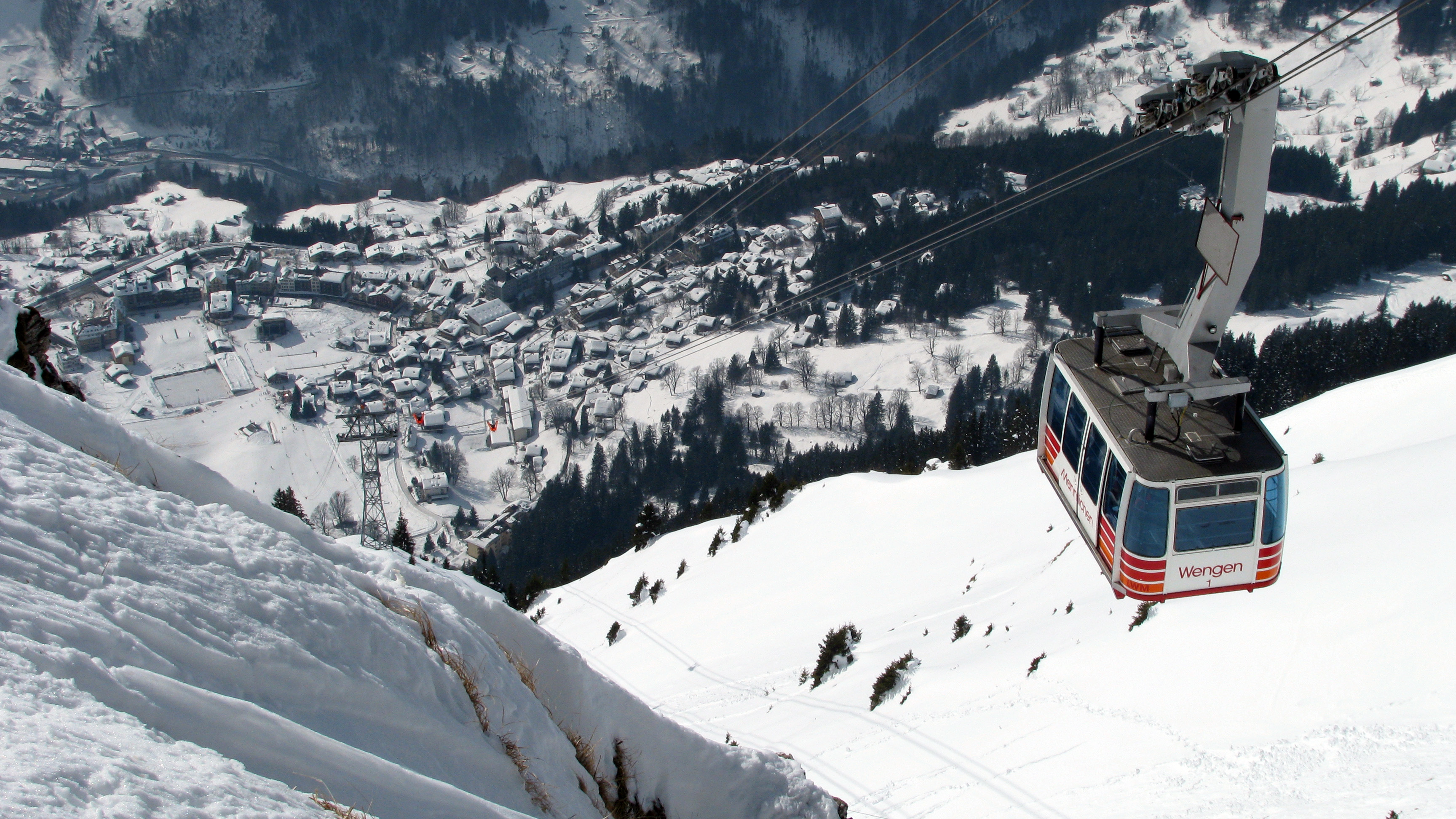
Lanovka z Wengenu
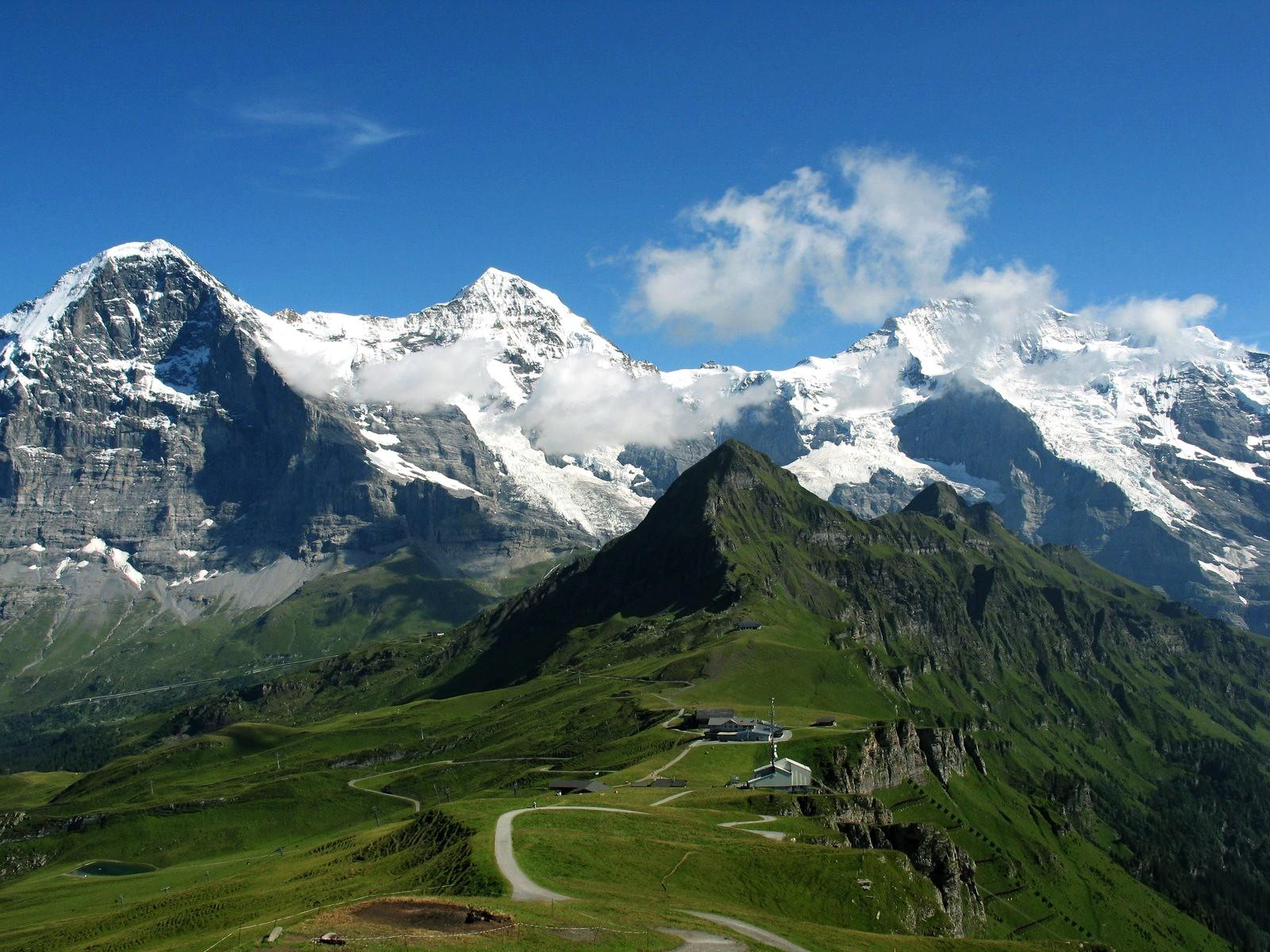
Hory nad Männlichenem
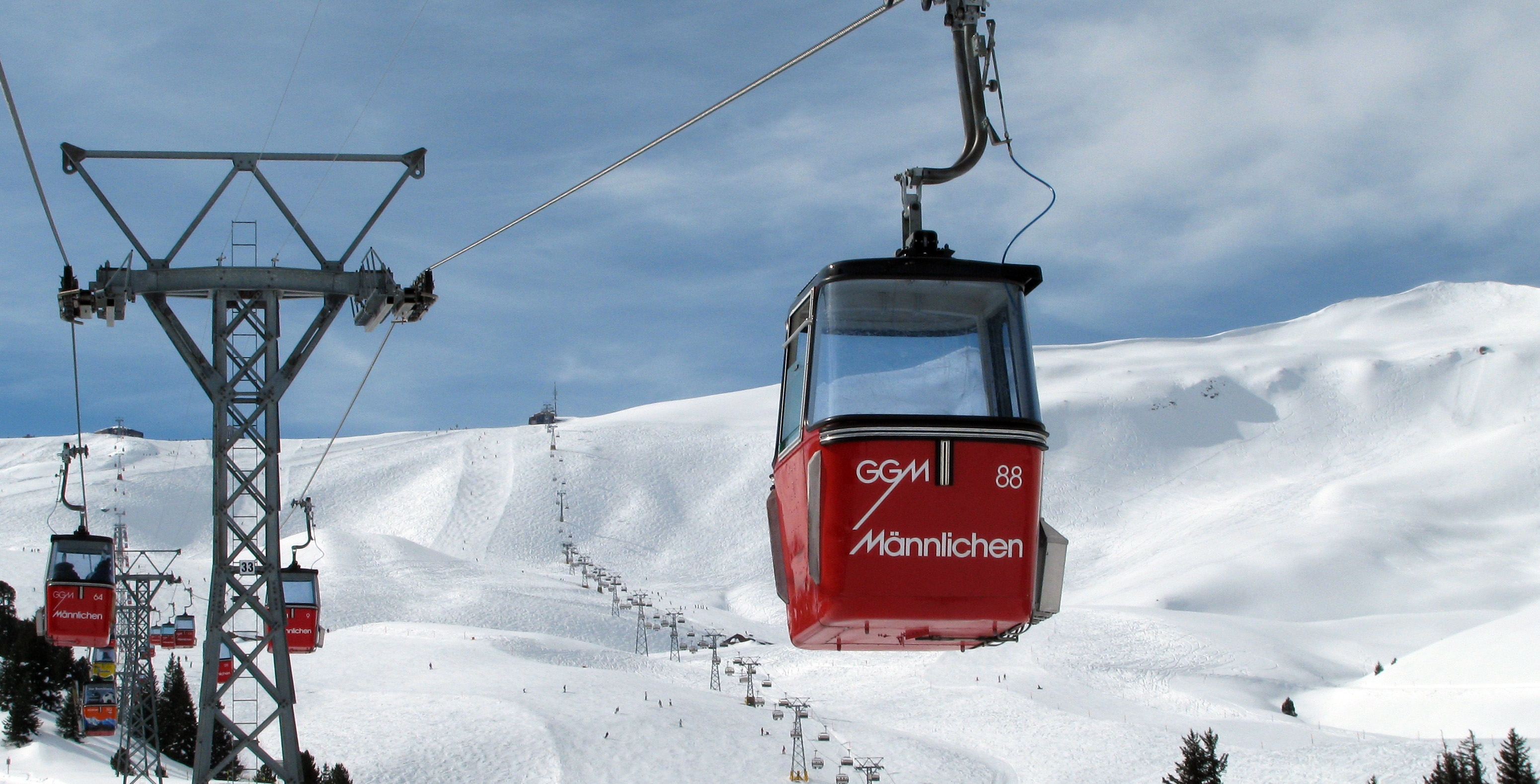
Lanovka z Grindelwaldu